# Habrotrocha valida
Habrotrocha valida är en hjuldjursart som beskrevs av Colin Milne 1916. Habrotrocha valida ingår i släktet Habrotrocha och familjen Habrotrochidae. Inga underarter finns listade i Catalogue of Life.